# Лицензия zlib
Лицензия zlib (англ. zlib License) — лицензионное соглашение для распространения свободного программного обеспечения, на условиях которого распространяется библиотека сжатия данных zlib, библиотека libpng, а также многие другие свободные программные продукты.
Эта лицензия считается свободной фондом Free Software Foundation, и открытой — организацией Open Source Initiative. Она является совместимой с GNU General Public License.
Лицензия zlib крайне проста и требует соблюдения следующих условий:
- ПО используется «как есть» — его авторы снимают с себя ответственность за проблемы, связанные с его использованием.
- На распространение изменённых версий ПО накладываются следующие ограничения:
  1. Запрещается утверждать, что это вы написали оригинальный продукт;
  2. Изменённые версии не должны выдаваться за оригинальный продукт;
  3. Уведомление о лицензии не должно убираться из пакетов с исходными текстами.

Данная лицензия не требует обязательного распространения исходных текстов вместе с продуктом.

## Текст лицензии
Оригинальный текст лицензии на английском:
```
Copyright (c) <''year''> <''copyright holders''>

This software is provided 'as-is', without any express or implied
warranty. In no event will the authors be held liable for any damages
arising from the use of this software.

Permission is granted to anyone to use this software for any purpose,
including commercial applications, and to alter it and redistribute it
freely, subject to the following restrictions:

1. The origin of this software must not be misrepresented; you must not
   claim that you wrote the original software. If you use this software
   in a product, an acknowledgement in the product documentation would be
   appreciated but is not required.
2. Altered source versions must be plainly marked as such, and must not be
   misrepresented as being the original software.
3. This notice may not be removed or altered from any source distribution.

```